# Beyeria opaca
Beyeria opaca är en törelväxtart som beskrevs av Ferdinand von Mueller. Beyeria opaca ingår i släktet Beyeria och familjen törelväxter. Inga underarter finns listade i Catalogue of Life.